# Pensiero stupendo (Roberto Tardito)
Pensiero stupendo è un singolo di Roberto Tardito, pubblicato nel 2024 come primo estratto dall'album I.

## Tracce
1. Pensiero stupendo – 3:33 (testo: Ivano Fossati – musica: Oscar Prudente)

## Formazione
- Vanja Grastić – chitarre classiche
- Roberto Tardito – voce, pianoforte
- Nicolas Wade – basso elettrico